# Hubert Hippmann
Hubert Hippmann (* 15. Mai 1881 in Weipert; † 9. August 1931 in Annaberg) war ein Wilddieb aus dem böhmischen Teil des Erzgebirges.
Hippmann stammte aus Neugeschrei (heute Nové Zvolání) im Königreich Böhmen. Durch einen Arbeitsunfall im Sägewerk hatte er den linken Unterarm verloren, weshalb er arbeitslos geworden war und mit dem Wildern begann, nachdem er sich von seiner Familie getrennt hatte. Trotz seiner körperlichen Behinderung war er ein guter Schütze, wobei er den Stumpf seines linken Armes oft als Auflage zum Schießen benutzte.
Noch während des Ersten Weltkrieges begann er, dies- und jenseits der deutsch-böhmischen Grenze eine Bande von Wilddieben um sich zu scharen, die zeitweise über 20 Mann stark war und ihr Unwesen in den erzgebirgischen Wäldern trieb. Bevorzugt wurde vor allem die Region zwischen Crottendorf, Tellerhäuser, Neudorf und Rittersgrün in Sachsen, da das Waldgebiet auf böhmischen Seite stärker forstpolizeilich kontrolliert wurde. Die Bande hatte sich unter Hippmanns Führung vor allem auf den Abschuss von Rehen, Hirschen und Hasen sowie auf den unerlaubten Fang von Forellen spezialisiert. Er ließ sich von seinen Kumpanen gern als „Meister“ oder „Waldschreck“ bezeichnen.
Zahlreiche Bemühungen der betroffenen sächsischen Forstämter, Hippmann und seiner Bande habhaft zu werden, blieben erfolglos. Erst als man sich nach Berlin an das Polizeipräsidium mit der Bitte um Unterstützung wandte, gelang es durch einen Trick, Hippmann das Handwerk zu legen. Der auf Banden- und Wildererwesen spezialisierte Kriminalkommissar Willy Häußler gab sich im Juni 1931 als Motorradrennfahrer aus, der nach einem schweren Sturz in Oberwiesenthal neue Kräfte sammeln wollte und früher in Oberbayern gewildert hätte. Es gelang ihm, zu Hippmann ein freundschaftliches Verhältnis aufzubauen, indem er mit ihm bei Trinkgelagen zusammensaß, die üppigen Zechen zahlte und ihn mehrfach auf seinem Motorrad durch das obere Erzgebirge fuhr. Nichtsahnend wurde Hippmann am 9. August 1931 durch den Kriminalkommissar in eine Falle im Crottendorfer Forstrevier gelockt. Häußler informierte die Forstpolizei und ließ das betreffende Waldstück umstellen, wo er eine Motorradpanne vortäuschte und sich dort eine Stelle zeigen ließ, wo Hippmann kurz zuvor einen Hirsch geschossen hatte. Als Hippmann sein Gewehr ziehen wollte, wurde das Feuer auf ihn eröffnet. Häußler schoss ihn durch zwei Schüsse an, woraufhin Hippmann in das Bezirkskrankenhaus nach Annaberg gebracht wurde, wo er verstarb.
Kommissar Häußler gelang es, weitere 14 Bandenmitglieder festnehmen zu lassen, von denen drei wegen Wilddiebstahl angeklagt wurden. Der Prozess gegen sie fand am 15. September 1932 in Brüx statt. Da sie jegliche Schuld leugneten, wurde der Prozess vertagt.
Der Berliner Kriminalkommissar Häußler hingegen wurde am 23. September 1932 bei der Aufklärung eines anderen Falles von bandenmäßiger Wilderei nach dem Besuch eines Gasthauses erschossen.